# Xenopirostris
Genre
Le genre Xenopirostris regroupe trois oiseaux endémiques de Madagascar appartenant à la famille des Vangidae.

## Liste des espèces
D'après la classification de référence (version 2.2, 2009) du Congrès ornithologique international (ordre phylogénique) :

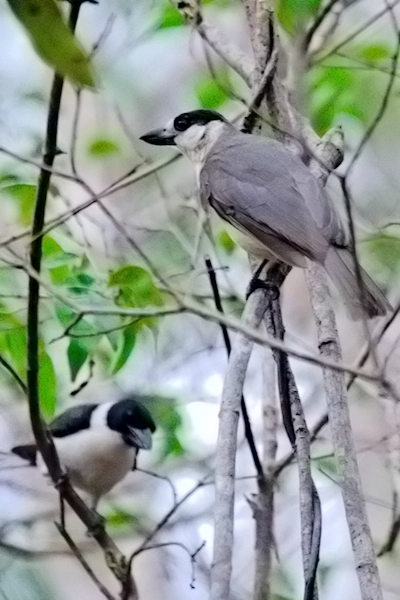
Xenopirostris damii

- Xenopirostris damiiXenopirostris xenopirostris – Vanga de Lafresnaye
- Xenopirostris damii – Vanga de Van Dam
- Xenopirostris polleni – Vanga de Pollen